# Nelson Laurence
Nelson Laurence (sinh ngày 19 tháng 10 năm 1984) là một cầu thủ bóng đá người Seychelles. Anh thi đấu ở vị trí tiền đạo thi đấu Đội tuyển bóng đá quốc gia Seychelles.

## Sự nghiệp quốc tế

### Bàn thắng quốc tế
Tỉ số và kết quả liệt kê bàn thắng của Seychelles trước.
| #  | Ngày               | Địa điểm                                  | Đối thủ   | Tỉ số | Kết quả | Giải đấu                                   |
| -- | ------------------ | ----------------------------------------- | --------- | ----- | ------- | ------------------------------------------ |
| 1. | 6 tháng 8 năm 2011 | Sân vận động Linité, Victoria, Seychelles | Mauritius | 1–0   | 2–1     | Đại hội Thể thao Quần đảo Ấn Độ Dương 2011 |
| 2. | 9 tháng 8 năm 2011 | Sân vận động Linité, Victoria, Seychelles | Maldives  | 1–0   | 5–1     | Đại hội Thể thao Quần đảo Ấn Độ Dương 2011 |
| 3. | 5 tháng 9 năm 2015 | Sân vận động Linité, Victoria, Seychelles | Ethiopia  | 1–0   | 1–1     | Vòng loại Cúp bóng đá châu Phi 2017        |